# Drake Bell
Jared Drake Bell (Santa Ana, California; 27 de junio de 1986) es un actor, cantante y músico estadounidense.
Comenzó su carrera como actor en la década de 1990, en la sitcom Home Improvement y en varios comerciales para televisión. Se hizo conocido entre el público juvenil por interpretar a Drake Parker en la serie Drake & Josh de Nickelodeon, que protagonizó junto a Josh Peck. Ganó un total de siete Kids Choice Awards por su participación en el programa y un Teen Choice Awards a actor revelación en una película por Superhero Movie. También protagonizó una trilogía de películas de Nickelodeon basadas en la serie animada Los padrinos mágicos: A Fairly Odd Movie: Grow Up, Timmy Turner!, A Fairly Odd Christmas y A Fairly Odd Summer.
Como músico, coescribió e interpretó el tema principal de Drake & Josh, «I Found a Way», y en 2005 publicó su primer álbum independiente, Telegraph. El segundo, It's Only Time, editado en 2006 por Universal Motown Records, debutó en el número 81 del Billboard 200, con más de 23 000 copias vendidas en la primera semana.

## Biografía
Drake Bell nació el 27 de junio de 1986 en Santa Ana (California). Es hijo de Robin Dodson, una jugadora profesional de billar, y Joe Bell. Tiene tres hermanos mayores, Joey (1972), Robert (1974) y Travis (1980) y una hermana mayor, Kellie (1969).
El 29 de diciembre de 2005, iba conduciendo con un amigo en Los Ángeles y chocó con un camión que había cruzado con luz roja. Como su coche, un Ford Mustang de 1966, no tenía bolsas de aire, impactó de cara contra el volante. Se fracturó el cuello, se rompió la mandíbula en tres lugares, perdió siete dientes y recibió varios cortes, por lo que tuvo que hacerse una cirugía reconstructora.
El 12 de abril de 2023, la policía difundió en redes sociales que Bell había desaparecido y que lo habían visto por última vez en un BMW en Mainland High School en Daytona Beach, pero fue encontrado en perfecto estado al día siguiente. Ese mismo mes se anunció que su esposa, Janet Von Schmeling, le había pedido el divorcio.
En Quiet on Set: The Dark Side of Kids TV, documental sobre niños actores estrenado en marzo de 2024, Bell cuenta que, a los quince años, fue abusado sexualmente por Brian Peck, entrenador de diálogo de Nickelodeon.

## Carrera

### Actor
Bell comenzó a actuar a la edad de cinco años. En 2000, fue nominado a un Young Artist Award a la Mejor actuación en una película para televisión por su papel de Cage Redding en The Jack Bull. A John Cusack le gustó tanto su trabajo que lo eligió para la versión joven de su personaje en la película Alta fidelidad, que se estrenó el mismo año.
En 2001, durante la grabación de la serie Chasing Destiny, Roger Daltrey, coprotagonista y cantante de The Who, le dio clases de guitarra. Entre 2004 y 2008, Bell protagonizó junto a Josh Peck la serie de Nickelodeon Drake & Josh, en la que interpretó a Drake Parker, que se convierte en hermanastro de Josh después de que su madre se casara con el padre de Josh. 
En 2005, coprotagonizó con Dennis Quaid la película Yours, Mine and Ours, que trata sobre una expareja que se reencuentra después de tener hijos con otras personas y quiere vivir en una misma casa con los diez hijos de ella y los ocho de él. En 2008, protagonizó Superhero Movie, una parodia de Spider-Man, Scary Movie 3 y Scary Movie 4. Ese mismo año, coprotagonizó la comedia College, filmada en la ciudad de Nueva Orleans.

### Músico

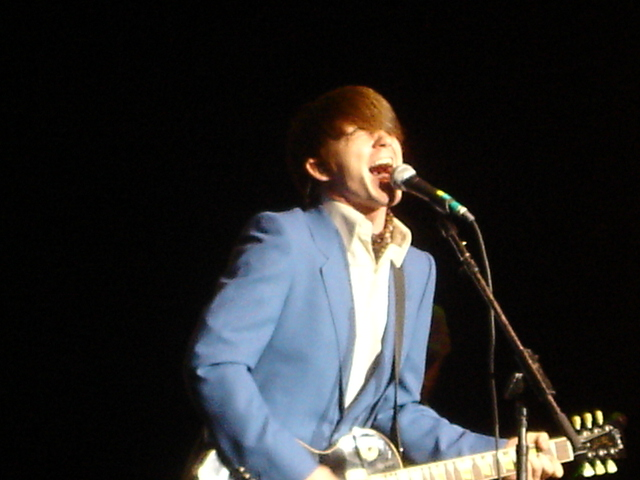
Drake Bell en un concierto en 2007

Aprendió a tocar el piano a los trece años y, a los quince, la guitarra. En 2002 presentó su primera canción, "Lost a Love", en el programa de televisión El show de Amanda y también fragmentos en un episodio de la serie The Nightmare Room y de So Little Time. Otra de sus canciones, «I Found a Way», se emitió por primera vez en Drake & Josh y está incluida en la banda sonora de la serie, junto con otros dos temas de su álbum debut, Telegraph, publicado de manera independiente el 27 de septiembre del mismo año.
Entre 2004 y 2008, Bell, con sus compañeros Backhouse Mike y C.J. Abraham (The Super Chris) compuso canciones para Drake & Josh y Zoey 101. En 2005, participó en el video de «Bring 'Em Out» de la banda canadiense Hawk Nelson, estrenado en Yours, Mine and Ours. En 2006, firmó contrato con Universal Records y, el 17 de octubre, publicó su primer tema, «I Know», acompañado de un vídeo filmado ese mes.
Su segundo álbum, It's Only Time, salió a la venta el 5 de diciembre de 2006 y llegó al puesto 81 de la lista Billboard 200. Bell se presentó en vivo en Total Request Live de MTV al día siguiente y, en 2007, hizo una gira de promoción por Estados Unidos. El 16 de octubre, Radio Disney publicó el segundo corte, «Makes me happy», en iTunes. Ese año, Bell escribió con Backhouse Mike y C.J. Abraham el tema principal de la serie iCarly, «Leave It All to Me», que canta a dúo con Miranda Cosgrove y cuyo vídeo fue premiado el 24 de mayo de 2008. También grabó una canción con Sara Paxton para la película Superhero Movie, «Superhero! Song», y presentó algunas canciones navideñas en la película Merry Christmas, Drake & Josh. El 18 de diciembre, se editó In Concert In Auditorio Nacional, un DVD grabado durante un concierto en el Auditorio Nacional de México, D. F., grabado en vivo durante su primera gira por ese país, que además contiene dos canciones nuevas y cinco covers.
En junio de 2010, realizó una segunda gira por México, en la que visitó Monterrey, Puebla, Guadalajara y la Ciudad de México. En 2011 dio un show en el Lunario del Auditorio Nacional. 
En 2011 editó un EP, A Reminder, que contiene tres canciones y un cover.
En 2014 editó el álbum, Ready, Steady, Go!, en el que trabajó con Brian Setzer y que contiene diversos covers. El sencillo "Bitchcraft" se posicionó en el puesto 46 de los Billboard en su día de estreno. La canción "Bull" llegó a ocupar el lugar número 8 en México.
En 2014 se presentó frente a 75 000 personas en el Foro Sol, además de participar en el High School Nation Tour. En 2015 volvió a tocar en House of Blues y Hard Rock Café, entre otros, y retomó su gira y también el High School Nation Tour. En Periscope se publicaron nuevas canciones, una de ellas "Love Back".
En febrero de 2016 dio cinco conciertos íntimos en México: dos en el Lunario del Auditorio Nacional en la Ciudad de México, dos en el Café Iguana de Monterrey y uno en el C3 Stage de Guadalajara. Durante esta minigira, Bell estuvo acompañado por un par de músicos mexicanos, entre ellos Axcel Lir.

## Problemas legales
El 2 de septiembre de 2016, fue sentenciado a pasar 96 horas en prisión luego de que la policía de Los Ángeles lo detuviera por conducir alcoholizado. Por orden de un juez de California, tendría que pasar 4 años en libertad condicional, pero pagó 20 000 dólares para salir en libertad. En 2009, fue detenido por el mismo delito en San Diego, cuya ley dicta que, si una persona es reincidente dentro de un período de diez años, deberá pasar un mínimo de cuatro días en prisión.
El 4 de junio de 2021, Bell fue arrestado por delito de abuso contra menores de edad. Declaró no haber tenido contacto con la presunta víctima, y hubo una audiencia previa al juicio programada para el 23 de junio. Bell se declaró culpable del cargo de haber puesto en peligro a una menor y del delito de difundir material perjudicial para menores. Su sentencia fue fijada para el 12 de julio siguiente, cuando le otorgaron libertad condicional por dos años.

## Discografía

### Álbumes de estudio
- 2001 The Nashville Sessions
- 2005: Telegraph
- 2006: It's Only Time
- 2014: Ready, Steady, Go!

### EP
- 2011: A Reminder

### Sencillos
| 2005                                           | «I Found a Way»  | — | —  | Telegraph          |
| 2006                                           | «I Know»         | 3 | —  | It's Only Time     |
| 2007                                           | «Makes Me Happy» | 5 | 73 | It's Only Time     |
| 2011                                           | «Terrific»       | 7 | —  | A Reminder         |
| 2014                                           | «Bitchcraft»     |   |    | Ready, Steady, Go! |
| "—" indica lanzamientos que no se posicionaron |                  |   |    |                    |

## Filmografía

### Cine
| Año  | Título                                     | Papel                  | Notas                            |
| ---- | ------------------------------------------ | ---------------------- | -------------------------------- |
| 1995 | The Neon Bible                             | David                  |                                  |
| 1996 | Jerry Maguire                              | Jesse Remo             |                                  |
| 1999 | The Jack Bull                              | Hijo de Myrl Redding   |                                  |
| 2000 | Alta fidelidad                             | Joven Rob Gordon       |                                  |
| 2000 | Perfect Game                               | Bobby Jr.              |                                  |
| 2005 | Yours, Mine and Ours                       | Dylan North            |                                  |
| 2008 | Superhero Movie                            | Rick Riker/La libélula | Película de Dimension Films      |
| 2008 | College                                    | Kevin                  | Película de Element Films        |
| 2008 | Merry Christmas, Drake & Josh              | Drake Parker           | Película Original de Nickelodeon |
| 2011 | A Fairly Odd Movie: Grow Up, Timmy Turner! | Timmy Turner           | Película original de Nickelodeon |
| 2012 | Rags                                       | Shawn                  | Película original de Nickelodeon |
| 2012 | A Fairly Odd Christmas                     | Timmy Turner           | Película original de Nickelodeon |
| 2012 | The Reef 2: High Tide                      | Pi                     | Voz                              |
| 2013 | Phineas y Ferb: Misión Marvel              | Spider-Man             | Voz                              |
| 2014 | Birds of Paradise                          | Jack                   | Voz                              |
| 2014 | Jungle Shuffle                             | Manu                   | Voz                              |
| 2014 | L.A. Slasher                               | Estrella pop           |                                  |
| 2014 | A Fairly Odd Summer                        | Timmy Turner           |                                  |
| 2015 | A Mouse Tale                               | Sebastian              |                                  |
| 2015 | Bad Kids Go 2 Hell                         | Ben                    |                                  |
| 2019 | Bolshoe puteshestvie                       | Oscar                  | Doblaje en inglés                |

### Televisión
| Año       | Título                                 | Papel                   | Notas                                                            |
| --------- | -------------------------------------- | ----------------------- | ---------------------------------------------------------------- |
| 1994      | Home Improvement                       | Pequeño Pete            | Episodio: "Swing Time"                                           |
| 1995      | Minor Adsjustments                     | Jordan Parker           | Episodio: "The Ex Files"                                         |
| 1996      | ABC Afterschool Special                | Scott Wesle             | Episodio: "Me and My Hormones"                                   |
| 1997      | GUN                                    | Brendan                 | Episodio: "The Hole"                                             |
| 1998      | Seinfeld                               | Kenny Thompson          | "The Frogger" (Temporada 9, episodio 18)                         |
| 1999-2002 | El show de Amanda                      | Drake Parker            | Programa de Nickelodeon (40 episodios)                           |
| 2001      | Chasing Destiny                        | Walter                  | Película para televisión                                         |
| 2002      | The Nightmare Room                     | Alex Sanders            | "Dear Diary, I'm Dead" (Episodio 10)                             |
| 2004-2008 | Drake & Josh                           | Drake Parker            | Serie de Nickelodeon                                             |
| 2005      | Zoey 101                               | Él mismo                | "Spring Fling" (Temporada 1, episodio 9). Serie de Nickelodeon   |
| 2006      | Drake & Josh Go Hollywood              | Drake Parker            | Películas de Nickelodeon                                         |
| 2007      | Drake & Josh: Really Big Shrimp        | Drake Parker            | Películas de Nickelodeon                                         |
| 2010      | iCarly                                 | Drake Parker            | Invitado especial. Episodio: "iBloop" (Temporada 3, episodio 15) |
| 2012-2017 | Ultimate Spider-Man                    | Spider-Man/Peter Parker | Voz                                                              |
| 2012      | The Avengers: Earth's Mightiest Heroes | Spider-Man/Peter Parker | Temporada 2, episodio 13-23-26                                   |
| 2012      | Victorious                             | Él mismo (cameo)        | Invitado especial. "April Fools Blank" (Temporada 3, episodio 7) |
| 2012      | Figure It Out                          | Él mismo                | Panelista. Programa de concursos de Nickelodeon                  |
| 2013      | Splash                                 | Él mismo                | Concursante                                                      |
| 2015      | Cozmo's                                | Ken                     | Película para televisión                                         |
| 2016      | Grandfathered                          | Kirk                    | Invitado especial episodio 1x15 "The Biter"                      |
| 2023      | ¿Quién es la máscara?                  | Bebé Alien              | Reality show de canto                                            |
| 2024      | Quiet on Set: The Dark Side of Kids TV | Él mismo                | Docuserie de Investigation Discovery                             |

## Premios y nominaciones
| Año  | Premio                       | Categoría                                                                 | Trabajo                                         | Resultado |
| ---- | ---------------------------- | ------------------------------------------------------------------------- | ----------------------------------------------- | --------- |
| 2000 | Premios Artista Joven        | Mejor actuación en una película para TV o piloto - Actor de reparto joven | The Jack Bull                                   | Nominado  |
| 2006 | Premios Artista Joven        | Mejor actuación en una película - Elenco joven                            | Yours, Mine and Ours (compartido con el elenco) | Nominados |
| 2006 | Kids Choice Awards           | Actor de TV favorito                                                      | Drake & Josh                                    | Ganador   |
| 2007 | Kids Choice Awards           | Actor de TV favorito                                                      | Drake & Josh                                    | Ganador   |
| 2007 | Kids Choice Awards UK        | Mejor actor de TV                                                         | Drake & Josh                                    | Nominado  |
| 2007 | Kids Choice Awards UK        | Mejor cantante adolescente masculino                                      | Él mismo'                                       | Ganador   |
| 2008 | Kids Choice Awards           | Actor de TV favorito                                                      | Drake & Josh                                    | Ganador   |
| 2008 | Kids Choice Awards Australia | Estrella de TV internacional favorita                                     | Drake & Josh                                    | Nominado  |
| 2008 | Teen Choice Awards           | Mejor actor revelación en película                                        | Superhero Movie                                 | Ganador   |
| 2009 | Kids Choice Awards Australia | Estrella de TV internacional favorita                                     | Drake & Josh                                    | Ganador   |
| 2010 | Kids Choice Awards Australia | Premio al niño más grande                                                 | Drake & Josh                                    | Ganador   |
| 2010 | Kids Choice Awards México    | Personaje internacional masculino favorito                                | Drake & Josh                                    | Ganador   |